# Концерт для фортепіано з оркестром № 25 (Моцарт)
Концерт для фортепіано з оркестром № 25 до мажор (KV 503) Вольфганга Амадея Моцарта написаний 1784 року у Відні.
Складається з трьох частин:
1. Allegro maestoso
2. Andante
3. Allegretto